# Igreja de Santiago (Pyle)

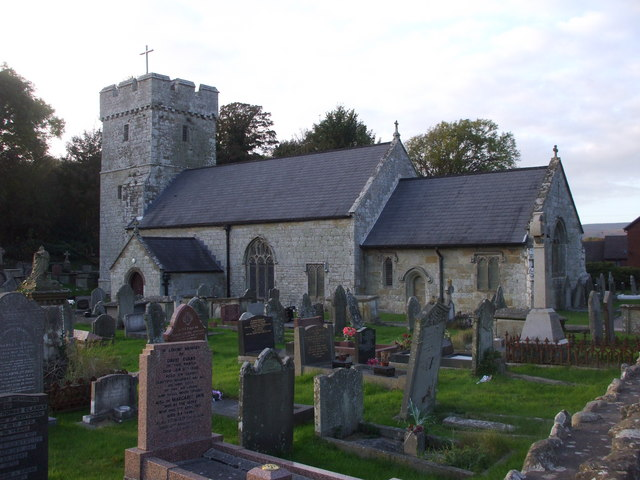
Igreja de Santiago, Pyle

A Igreja de Santiago é uma igreja listada como Grau I em Pyle, Bridgend County Borough, no sul do País de Gales. Uma igreja esteve presente na área durante o período normando, mas devido à invasão de areia no final do século XIV, uma nova igreja teve que ser construída, usando alguns dos materiais anteriores. A data de 1471, exibida no telhado, indica que a igreja foi reconstruída naquela época. Em 1877, a igreja foi amplamente renovada e posteriormente restaurada por FW Waller em 1891, quando a capela-mor recebeu um novo telhado e a igreja foi equipada com uma nova câmara de órgão. A igreja tornou-se um edifício listado como Grau I no dia 26 de julho de 1963.